# 러스티 제이콥스
러스티 제이콥스(Rusty Jacobs, 1967년 7월 10일 ~ )는 미국의 배우, 텔레비전 배우이다.
뉴욕에서 태어났다.

## 영화
- 원스 어폰 어 타임 인 아메리카 (1984년) - 어린 맥스 / 데이빗 베일리 역
- 생도의 분노 (1981년)